# قانون الاختيار الحر

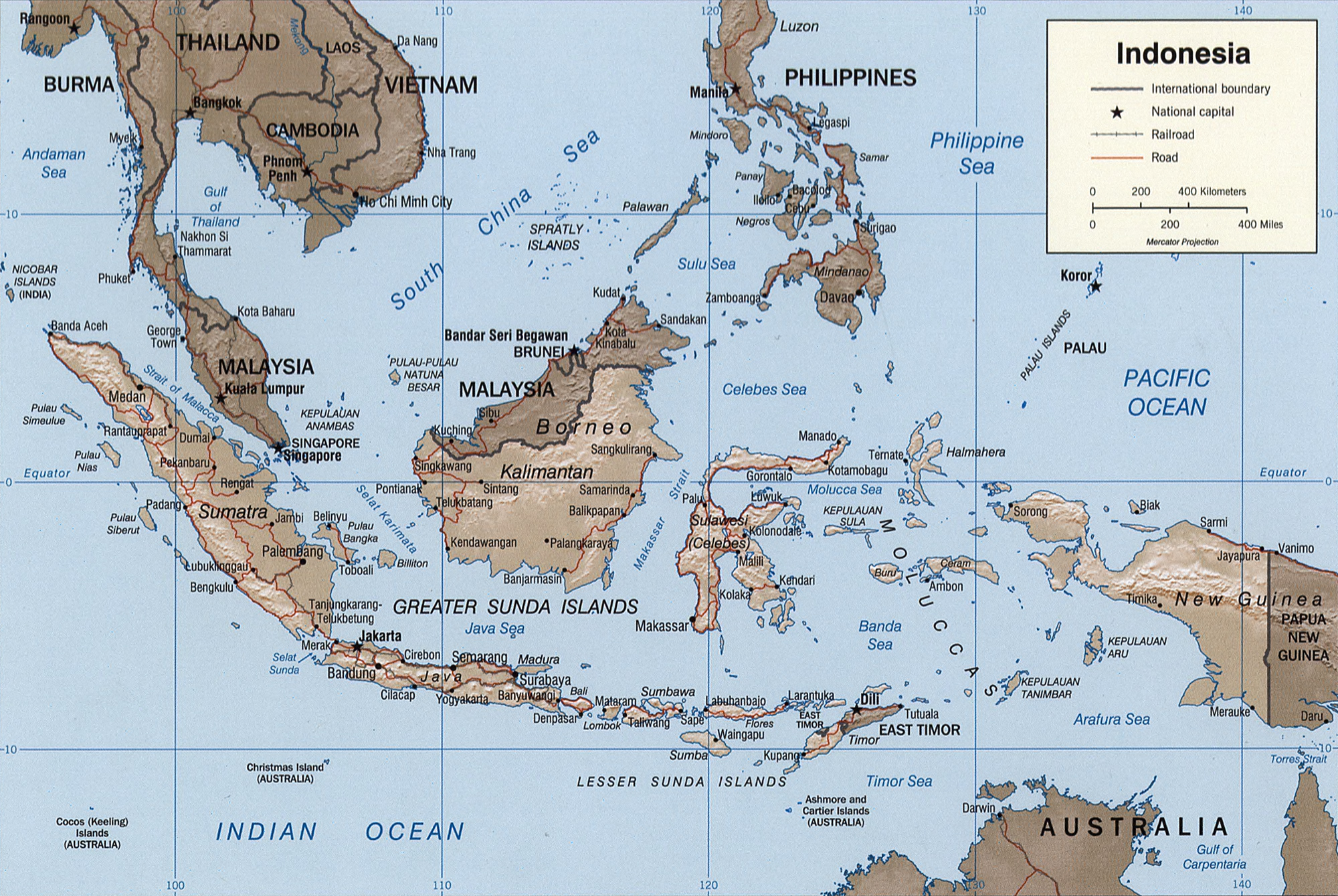
خريطة توضح إندونيسيا بما في ذلك غرب غينيا الجديدة.

قانون الاختيار الحر (بالإندونيسية: Penentuan Pendapat Rakyat, PEPERA) يشار إليها أحيانًا باستخفاف باسم «قانون عدم الاختيار». كان في انتخابات أجريت في 2 أغسطس 1969 حيث صوت 1.025 رجلاً وامرأة اختارهم الجيش الوطني الإندونيسي في غرب غينيا الجديدة بالإجماع لصالح السيطرة الإندونيسية.
ذكرت الأمم المتحدة الحدث في قرار الجمعية العامة 2504 دون إبداء رأي ما إذا كانت تمتثل لاتفاق نيويورك، ودون إبداء رأي ما إذا كان فعلاً من أعمال «تقرير المصير» على النحو المشار إليه والواردة في قراري الجمعية العامة للأمم المتحدة 1514 و1541 على التوالي.

## العملية
بموجب المادة 17 من اتفاقية نيويورك لا يتم إجراء الاستفتاء إلا بعد عام واحد من وصول ممثل الأمم المتحدة فرناندو أورتيز سانز (السفير البوليفي لدى الأمم المتحدة) إلى الإقليم في 22 أغسطس 1968.
نص اتفاق نيويورك على أن جميع الرجال والنساء في بابوا من غير الرعايا الأجانب لهم الحق في التصويت في القانون. اختار الجنرال سارو إدهي ويبوو بدلاً من ذلك 1.025 رجل وامرأة من ميلانيزيا من بين 800 ألف نسمة كممثلين لغرب غينيا الجديدة للتصويت، والذي طُلب منهم التصويت برفع أيديهم أو القراءة من نصوص معدة في عرض لمراقبي الأمم المتحدة. صوتوا علنًا وبالإجماع لصالح السيطرة الإندونيسية. أخذت الأمم المتحدة علمًا بالنتائج بقرار الجمعية العامة 2504. وفقًا لهيو لون صحفي من رويترز، تعرض الرجال الذين تم اختيارهم للتصويت للابتزاز للتصويت ضد الاستقلال مع التهديد بالعنف ضد أفرادهم وأسرهم. أظهرت البرقيات الدبلوماسية المعاصرة أن الدبلوماسيين الأمريكيين يشتبهون في أن إندونيسيا لم يكن بإمكانها الفوز بتصويت عادل، وكذلك شكوكهم في أن التصويت لم يتم تنفيذه بحرية، لكن الدبلوماسيين رأوا في الحدث «نتيجة محتومة» و«هامشي لمصالح الولايات المتحدة». كتب أورتيز سانو في تقريره أن «فعل الاختيار الحر قد حدث وفقًا للممارسات الإندونيسية»، لكنه لم يؤكد أنه يتوافق مع الممارسات الدولية كما يقتضي قانون الاختيار الحر.

## مطالب بإعادة التصويت
تعرض «قانون الاختيار الحر» في بعض الأحيان لانتقادات باعتباره «قانون لا خيار له»، ويحتج العديد من نشطاء الاستقلال باستمرار من أجل إجراء استفتاء جديد لكل فرد من سكان بابوا. بعد سقوط سوهارتو في عام 1998 طلب رئيس الأساقفة الشهير ديزموند توتو وبعض البرلمانيين الأمريكيين والأوروبيين من أمين الأمم المتحدة كوفي عنان مراجعة دور الأمم المتحدة في التصويت وصلاحية قانون الاختيار الحر. كانت هناك دعوات للأمم المتحدة لإجراء استفتاء خاص بها، مع جمهور ناخب عريض كما يقول النقاد إن اتفاقية نيويورك ملزمة لكن قانون الاختيار الحر لم ينفذ. يشير أولئك الذين يدعون للتصويت أيضًا إلى الترخيص لمدة 30 عامًا الذي باعته إندونيسيا لشركة فريبورت-ماكموران لحقوق التعدين في بابوا في عام 1967، وإلى رد الجيش الإندونيسي على استفتاء تيمور الشرقية كدعم لتشويه سمعة قانون الاختيار الحر لعام 1969. موقف الحكومة الإندونيسية هو أن ملاحظة الأمم المتحدة للنتائج تؤكد صحة السلوك والنتائج.
تم دعم استفتاء جديد من قبل العديد من المنظمات الدولية بما في ذلك حملة بابوا الغربية الحرة التي تعمل مع سكان بابوا الغربية لتزويد جميع سكان بابوا الغربية بحق تقرير المصير والاستقلال الكامل عن الحكم الإندونيسي.
أعلنت جمهورية بابوا الغربية الفيدرالية التي تشكلت في 19 أكتوبر 2011 في المؤتمر الشعبي الثالث لبابوان الغربية، أن اتفاقية نيويورك وقانون الاختيار الحر باطلان وغير صالحين، وتسعى إلى اعتراف الأمم المتحدة كدولة مستقلة وفقًا للمعايير الدولية والقانون العرفي.